# Galenidae
Galenidae là một trong ba họ cua thuộc siêu họ Pilumnoidea. Họ này chứa 4 chi, và 3 trong số đó là đơn loài. Hiện tại có 5 loài đã được mô tả trong họ này.

## Chi và loài
- Dentoxanthus Stephensen, 1946 [3]
  - Dentoxanthus iranicus (đơn loài)
- Galene De Haan, 1833
  - Galene bispinosa (đơn loài)
- Halimede De Haan, 1835
  - Halimede fragifer
  - Halimede ochtodes
- Parapanope De Man, 1895
  - Parapanope euagora (đơn loài)